# حیدرعلی کمالی
حیدرعلی کمالی (۱۲۵۰ ابرقو - ۱۳۲۸ تهران) روزنامه‌نگار، نویسنده، شاعر و نماینده مجلس شورای ملی بود.
در سه سالگی با خانواده‌اش از ابرقو به اصفهان کوچ کرد. به کارهای گوناگون پرداخت و پیشهٔ پدرش، بلورفروشی را برگزید. از ۲۳ سالگی به سوادآموزی پرداخت و در انجمن ادبی اصفهان، مقدمات شعر را آموخت. ازدواجی ناخواسته، زندگی و احساسات او را برآشفت. سرانجام خانواده‌اش را رها کرد و راهی تهران شد. از مشروطه‌خواهان شد و اشعاری تند ضد استبداد سرود. در سال ۱۲۹۰ روزنامه‌ای با عنوان پیکار، نشریهٔ رسمی حزب اجتماعیون - اعتدالیون را نشر می‌کرد که پس از چند شماره به دستور ناصرالملک نایب السلطنه توقیف شد.
در شهریور ۱۳۱۲ انتخابات میاندوره‌ای مجلس شورای ملی در نیشابور برپا شد و کمالی با کسب ۱۱۴۴۳ رأی از مجموع ۱۲۹۳۷ رأی انتخاب شد و به مجلس راه یافت (دوره نهم). کرسی نیشابور پیش از او در اختیار عبدالحسین تیمورتاش بود اما تیمورتاش در زمستان سال ۱۳۱۱ مغضوب و بازداشت و محاکمه شده بود و پس از انتخاب به نمایندگی در آن دوره نیز اعتبارنامه‌اش رد شده بود.
کمالی در دوره بعد (دهم) نیز بر کرسی نمایندگی نیشابور نشست.